# Adolfo Calero
Adolfo Calero Portocarrero (Managua, 22 de diciembre de 1931 - Ib., 2 de junio de 2012) fue un hombre de negocios y político nicaragüense que lideró la Fuerza Democrática Nicaragüense (FDN, que en 1985 se cambió a Resistencia Nicaragüense, RN), en la larga guerra civil contra el gobierno del Frente Sandinista de Liberación Nacional (FSLN) entre 1980 y 1990. En el liderazgo de la Contra Calero se responsabilizó de las cuentas bancarias del dinero que se usaba para comprar pertrechos y armas; testificó ante el Congreso de los Estados Unidos en mayo de 1987 sobre el escándalo Irán-Contra, pues en los 2 años anteriores el coronel Oliver North y la Agencia Central de Inteligencia (CIA) le habían vendido armas de forma ilegal –a espaldas del Congreso– al gobierno de Irán durante la Guerra Irán-Irak (1980-1988) que luchaba contra Irak y el dinero se le entregaba a la Contra.

## Primeros años
Calero nació en Managua, el 22 de diciembre de 1931, hijo de una familia de clase media alta; sus padres fueron el escritor Adolfo Calero Orozco y María Portocarrero. Estudió en los Estados Unidos en las universidades de Notre Dame y Siracusa. En Managua dirigió la planta de embotellamiento de Coca-Cola y sacó un doctorado en leyes en la Universidad Centroamericana (UCA) de la Compañía de Jesús.
Se asoció al Partido Conservador. Desde 1963 se rumoraba era fuente de información de la CIA. Antes del derrocamiento del gobierno de Anastasio Somoza Debayle en 1979 estuvo brevemente encarcelado por oponerse a Somoza. Irónicamente su prima era la esposa de Somoza, la primera dama Hope Portocarrero.

## Líder contra
En 1983 formó el directorio de la FDN. En octubre del mismo año se convirtió en su presidente, aunque varios observadores notaron que él era el poder real del ala política para tener control del ala militar. En un intento de unir a las facciones contras y ganar el apoyo del Congreso estadounidense se convirtió en miembro de la Unidad Nicaragüense de Oposición (UNO) y formó un triunvirato con Alfonso Robelo y Arturo Cruz Porras. Calero controló la FDN teniendo como suplente a Aristides Sánchez y al comandante militar de los contras Enrique Bermúdez Varela a quienes se les llamó el “Triángulo de Hierro”.
Sin embargo tuvo sus dificultades. Después de sus testimonios sobre su participación en el escándalo Irán-Contra en 1987 y de la firma de los Acuerdos de Sapoá el 23 de marzo de 1988, Calero explotó su descontento con Bermúdez entre los comandantes de la RN. Con la intervención de la CIA a su favor y la bendición del Departamento de Estado ostentó el liderazgo político y militar.
Después de la derrota de los sandinistas en las elecciones del 25 de febrero de 1990, regresó a Nicaragua. Se quedó entonces al margen de la vida política del país. Su última actuación política fue un intento de favorecer la unidad de los partidos de la derecha para las elecciones de 2011, lo que no resultó.

## Fallecimiento
Falleció en Managua, el 2 de junio de 2012 a los 80 años de edad, una neumonía en el hospital.

## Vida personal
Se casó con María Ernestina Lacayo el 7 de diciembre de 1957. Tuvieron 2 hijos, Miriam (nacida en 1958) y Adolfo (1960-1994). Tenía tres nietos. Es el hermano mayor de Miriam, Marta y Mario.

## Cultura popular
En la película estadounidense de 2017 American Made fue interpretado por Daniel Lugo.

## Enlace interno
- Esta obra contiene una traducción  derivada de «Adolfo Calero» de Wikipedia en inglés, publicada por sus editores bajo la Licencia de documentación libre de GNU y la Licencia Creative Commons Atribución-CompartirIgual 4.0 Internacional.